# Zbigniew Czaja
Zbigniew Czaja (ur. 26 stycznia 1958) – polski kajakarz górski, mistrz świata (1979).

## Kariera sportowa
Był zawodnikiem klubu Pieniny Szczawnica. 
Dwukrotnie zdobywał medal mistrzostw świata w slalomie w konkurencji C-2 drużynowo. W 1979 wywalczył złoty medal w parze z Jackiem Kasprzyckim (pozostałymi zawodnikami zespołu byli Wojciech Kudlik i Jerzy Jeż oraz Jan Frączek i Ryszard Seruga). W 1981 zdobył srebrny medal w parze z Jackiem Kasprzyckim (pozostałymi zawodnikami zespołu byli Wojciech Kudlik i Jerzy Jeż oraz Marek Maślanka i Ryszard Seruga).
Starty w mistrzostwach świata w slalomie:
- 1977: C-1 drużynowo – 5. miejsce, C-1 – 13. miejsce
- 1979: C-2 drużynowo – 1. miejsce, C-2 – 9. miejsce (z Jackiem Kasprzyckim)
- 1981: C-2 drużynowo – 2. miejsce, C-2 – 15. miejsce (z Jackiem Kasprzyckim)
- 1983: C-2 drużynowo – 4. miejsce, C-2 – 8. miejsce (z Jackiem Kasprzyckim)

Był mistrzem Polski seniorów w slalomie w konkurencji C-1 (1977), C-1 drużynowo (1978), C-2 (1981, 1982), C-2 drużynowo (1979, 1982).